# 深圳实验学校高中园
深圳实验学校高中园（The High School Park Of Shenzhen Experimental School，简称：深实验高中园、深实高中园）是位于中华人民共和国广东省深圳市坪山区碧岭街道沙湖片区的一所公办全日制普高，是深圳市政府重点建设的市直属全寄宿制公办学校，隶属于深圳实验教育集团。学校建设总投资20多亿元，占地面积约20.2万平方米，内设4所公办高中，办学总规模为186个班，提供9,300个公办高中学位，第一期有三所高中同步开办，总计招收高一新生2,700人。第二期开启了至臻高中的招生，共有四所高中开办，总计招收高一新生3,200人。

## 学校历史

### 建设阶段
2019年底，深圳市教育局出台《深圳市高中学校建设方案（2020-2025年）》方案。方案中规划了4座“高中园”，选址分别在坪山区、龙岗区、光明区、深汕合作区。
2020年2月17日，坪山高中园正式开始招标，是深圳的3座高中园中首个启动招标的高中园。
2021年7月13日，坪山高中园正式开建，该项目由中建科工和奥意联合负责。
2021年9月30日，深圳实验学校发布高中园教师招聘公告，拟面向2022年博士、硕士应届毕业生公开招聘教师岗位15个；10月，深圳实验学校衷敬高校长亲赴广州招聘，录用多名海内外名校硕士、博士生。
2021年11月17日，深圳市教育局发布消息，宣布坪山高中园将由深圳实验学校办学，并命名为深圳实验学校高中园，高中园与深圳实验学校将在课程、师资以及活动等方面实现资源共享。
2021年12月16日，深圳实验学校高中园首栋教学楼主体结构全面封顶。
2022年1月4日，深圳实验学校高中园普通教室、学生宿舍、教师公寓样板间已完成。室内装修于当月下旬与校园整体施工进入同步推进阶段。
2022年7月15日，下属崇文高中交付校方办学。

### 使用阶段
2022年9月1日，深圳实验学校高中园正式投入教学使用。
2022年9月15日，深圳实验学校高中园首开区——崇文高中投入线下教学使用。
2023年5月24日，深圳市教育局获批深圳实验学校至臻高中招生。

## 下属高中
- 深圳实验学校崇文高中[6]

以科学素养为支点，偏重文史哲贯通课程，培养人文情怀。
- 深圳实验学校明理高中[6]

以人文素养为底色，侧重科技实验特色课程，培养科学精神。
- 深圳实验学校卓越高中[6]

探索人才培养新模式，以创新实验班、女子特色班、国际课程体系为优势，致力于培育新时代中国青年。
- 深圳实验学校至臻高中[5]

## 招生情况
作为深圳市直属的公办学校，深圳实验学校高中园下属高中一般通过深圳中考招收新学生。
| 年份   | 下属高中 | 2022年深圳中考录取情况 | 2022年深圳中考录取情况 | 2022年深圳中考录取情况 | 2022年深圳中考录取情况 | 2022年深圳中考录取情况 | 2022年深圳中考录取情况 | 招收总人数 | 指标生招收人数 |
| 年份   | 下属高中 | AC类学生               | AC类学生               | AC类学生               | D类学生                | D类学生                | D类学生                | 招收总人数 | 指标生招收人数 |
| 年份   | 下属高中 | 录取分数线             | 末位同分比较条件       | 指标生最低控制线       | 录取分数线             | 末位同分比较条件       | 指标生最低控制线       | 招收总人数 | 指标生招收人数 |
| ------ | -------- | ---------------------- | ---------------------- | ---------------------- | ---------------------- | ---------------------- | ---------------------- | ---------- | -------------- |
| 2022年 | 崇文高中 | 346分                  | 没招满无比较           | 503分                  | 477分                  | 生物地理98分           | 464分                  | 900人      | 450人          |
| 2022年 | 明理高中 | 508分                  | 生物地理98分           | 503分                  | 505分                  | 生物地理88分           | 464分                  | 1000人     | 500人          |
| 2022年 | 卓越高中 | 345分                  | 没招满无比较           | 503分                  | 452分                  | 生物地理82分           | 464分                  | 800人      | 400人          |

## 录取礼包

### 2022年
- 由深圳实验学校设计的蓝色烫金信封；
- 由深圳市教育局统一设计与制作的录取通知书；
- 与集团各部同学佩戴同系列的专属校徽（供学生缝至校服上）；
- 首届新生限量发行2700张的“深圳实验学校高中园精神吉祥人物纪念版”明信片（随机抽取200名新生附赠手写明信片）；
- 实验手环一枚。[8]

## 校园环境
深圳实验学校高中园下属三个高中各自连通。校方提供社团活动的场所。连通三校的马路上设有演艺中心、体育馆和恒温游泳馆，三校均可使用。恒温游泳馆内部分天花板发黑、发霉。

### 食宿
三个校区均设有各自的生活区，生活区内含食堂及宿舍。每所高中拥有能容纳3000人同时就餐的食堂，校方曾声称将会采用刷脸支付，但办学两年以来，教师和学生都以刷IC卡来完成支付。
教师宿舍为单人单间，有独立卫浴、干湿分离、恒温自动加热马桶、阳台等。
学生宿舍为6人一间，配备独立卫浴及独立书桌、空调、阳台。各学生宿舍楼均配备7台电梯和洗衣房。
投入使用两年来，部分学生宿舍内出现漏水现象，常见情况是天花板滴水及墙壁发黑、发霉。
曾发生明理高中男生宿舍四楼卫生间排污管泄露，水位至脚踝。

### 教学区
教学班内配备常规型智慧教室，符合教育部门相关建设标准。配备远程互动型智慧教室、互动研讨型智慧教室。绝大部分教室均配置华为触控教学屏，少量大课教室配置希沃触控教学屏。教室前门有配备智能班牌但没有投入使用。教室为每位学生配备无锁木质书柜。投入使用两年来，部分教室天花板漏水、发黑、发霉。
教学楼内每层都设有无障碍厕所。

### 功能区
建设有标准田径场、足球场、篮球场、恒温游泳馆、机房等；并有多功能操场等大量功能空间。

## 校园文化

### 社团
高中园借助深圳实验学校的社团资源，创立公益类、体育类、文娱类、文学类和综合类共5大类社团。
社团活动课程的选修完全尊重学生意愿，采用自主选择+全校选修的方式。高中园的社团时间是每天下午5:30-7:00，届时将打开园区内联接三所学校的大门，高中园的每一位学生都可以跨校参加社团活动。
高中园的学生可自主成立社团。首先学生自发成立兴趣小组，当小组超过10人后，就可以向学校的有关部门提交社团成立的申请。只要社团的宗旨符合法律法规和学校的有关规定且有益于学生的身心健康，高中园就会全力支持。同时，还需要创建人有足够的素养能力支撑社团工作。
从场地来讲，高中园三所高中各自拥有的超额教室、艺术功能室和室内外运动场等都可以作为活动场地。连通三校的中心广场形成多元互动式活动空间，高中园会在这里组织社团招新、游园会等活动，而建设于广场周边的演艺中心、综合体育馆和恒温游泳馆更能让三校学生享受到如同大学的社团活动。其他方面的支持还包括帮助社团开发活动内容，积累活动经费等。
高中园鼓励并帮助有实力、有创意的社团举办专场活动。深圳实验学校高中园不仅可以提供场地支持，还有经费支持、专业指导、后勤保障和电教支持等。

## 交通

#### 深圳地铁
- █14号线：锦龙站

#### 深圳公交
| 深实高中园南门 | 深实高中园南门               | 深实高中园南门 | 深实高中园南门               | 深实高中园南门                                    |
| 编号           | 路线                         | 路线           | 路线                         | 备注                                              |
| -------------- | ---------------------------- | -------------- | ---------------------------- | ------------------------------------------------- |
| M458           | 坪山碧岭总站                 | ⇆              | 龙城高级中学                 | 原 933                                            |
| M480           | 深圳坪山综合交通枢纽公交场站 | ⇆              | 马峦山公园                   | 原 高铁坪山快捷线接驳专线3；合并原 B952（第一代） |
| M546顺时针     | 坪山碧岭总站                 | ↺              | 坪山碧岭总站                 | 原 812东段                                        |
| M564           | 坪山锦绣总站                 | ⇆              | 坪山国际影视文化城公交首末站 | 原 B764                                           |

#### 校巴
- 学校设置通学巴士服务，由中南运输运营，共33条线路，通往深圳各地。

## 争议

### 2022年中考招生
在2022年的中考招生时，校方曾预测分数线最低在525分以上，误导了部分考生的志愿填报。在进行第一批次的录取时所公布的分数线与校方预估分数线有较大偏差，下属的崇文高中与卓越高中AC类录取分数线分别位处全市普通高中倒数第二位和倒数第一位。校方对此的回应则是：“主观理想与客观现实之间有时会有落差。实验高中园三所学校在录取结果上呈现巨大的差异！坦率来说：始料未及！除明理高中基本符合预期，崇文、卓越与预想相去甚远。盖因大众学生与家长对两校招生定位理解与学校创办初衷未能契合，造成两校报考人数未达预期，而最终录取线是以招生计划内最后一名考生分数划定，终致录取分数线偏低。望各位同学及家长对此有正确认识。”